# Бриан, Аристид
Аристи́д Бриа́н (фр. Aristide Briand; 28 марта 1862, Нант — 7 марта 1932, Париж) — французский политический деятель Третьей республики, неоднократно премьер-министр Франции, министр иностранных дел, внутренних дел, военный и юстиции. Лауреат Нобелевской премии мира 1926 года (вместе с Густавом Штреземаном) за заключение Локарнских соглашений, гарантировавших послевоенные границы в Западной Европе.

## Начало карьеры и социалистическая деятельность
Родился в Нанте в мелкобуржуазной семье. Изучал право, затем занялся политикой на левом фланге, возглавлял близкую к анархизму и революционному синдикализму организацию «Рыцари труда», писал в анархистском журнале «Le Peuple», пропагандировал идею антикапиталистической революции посредством всеобщей стачки. Затем примкнул к умеренным социалистам Жана Жореса, основав вместе с ним «Юманите» (впоследствии коммунистическую). Боролся за создание профсоюзов, в 1894 году на нантском съезде рабочих его идеи были приняты, затем стал одним из лидеров Федерации групп независимых социалистов-революционеров, а затем СФИО.
В 1902 году был избран в Национальное собрание, член левого блока. Настаивал на отделении церкви от государства и готовил о том законы. Затем руководил осуществлением этого закона как министр религий в кабинете Фердинанда Саррьена (1906); предыдущий кабинет Марселя Рувье во многом отклонялся от законов при перераспределении церковной собственности. Из-за принятия министерского портфеля исключен из партии социалистов в марте 1906 года, так как Жорес выступал против сотрудничества с радикалами; Бриан же утверждал, что социалисты должны идти на компромиссы и участвовать в реформах, а не дожидаться всей полноты власти.
С 14 по 16 июня 1927 года он принимал участие в Женевской конференции министров иностранных дел, которая была собрана по инициативе Джозефа Остина Чемберлена.
Взгляды Бриана во многом совпадали с масонскими идеалами, поэтому логично, что он стал масоном. Посвящение прошёл в ложе Великого востока Франции — «Le Trait d’Union de Saint Nazaire». В Париже с 1895 года участвовал в работах ложи «Les Chevalier du Travail».
В 1911 году вместе с А. Зеваэсом, А. Мильераном и Р. Вивиани основал Республиканскую социалистическую партию.

## Кабинеты Бриана
Бриан стал впервые премьер-министром в 1909 году, сменив на этом посту радикала Клемансо, и возглавлял кабинет два года до 1911 года, затем ещё несколько месяцев в 1913 году. В трудный период Первой мировой войны Бриан стал премьером третий раз в 1915 году, причём одновременно был и министром иностранных дел, и служил на этих постах до марта 1917 года, когда ушёл в отставку из-за проблем, связанных с планом Нивельского наступления.
Вернулся к власти в четвёртый раз в 1921 году, однако не смог договориться с немцами об объёме послевоенных репараций, и был заменён на экс-президента Раймона Пуанкаре, отказавшегося вообще от запроса мнения Германии на сей счёт. Однако в 1925 году после рурского кризиса Бриан возглавил МИД и стал премьером в пятый раз. В этот период он заключил договор с Ватиканом, дающий право французскому правительству участвовать в назначении епископов (парадоксально для автора и пропагандиста закона об отделении церкви от государства).
В 1925 году были заключены Локарнские договоры с Германией, долженствовавшие обеспечить мир; Бриан получил за них с Густавом Штреземаном Нобелевскую премию мира 1926 года (годом раньше за те же договоры Нобелевскую премию получил Остин Чемберлен). Эти отношения были подкреплены и личной дружбой Бриана со Штреземаном. В 1927 году Бриан подписал с госсекретарём США Фрэнком Келлогом пакт Бриана — Келлога, торжественно ставящий вне закона войну во всём мире. События 1930-х годов показали, что эти «гарантии мира» мало что значили.
В 1929 году Бриан недолго был премьером шестой раз (а если отдельно считать каждый состав кабинета, то в десятый). В 1931 году баллотировался в президенты республики, но уступил Полю Думеру. В следующем году Бриан умер за три недели до своего 70-летия и за два месяца до убийства Думера.

## Правительства Бриана

### Первое министерство Бриана (24 июля 1909 — 3 ноября 1910)
- Аристид Бриан — председатель Совета Министров и министр внутренних дел и культов;
- Стефан Пишон — министр иностранных дел;
- Жан Брюн — военный министр;
- Жорж Кошери — министр финансов;
- Рене Вивиани — министр труда и условий социального обеспечения;
- Луи Барту — министр юстиции;
- Огюст Буе де Лапейрер — морской министр;
- Гастон Думерг — министр общественного развития и искусств;
- Жозеф Руау — министр сельского хозяйства;
- Жорж Труйо — министр колоний;
- Александр Мильеран — министр общественных работ, почт и телеграфов;
- Жан Дюпюи — министр торговли и промышленности.

### Второе министерство Бриана 3 ноября 1910 — 2 марта 1911
- Аристид Бриан — председатель Совета Министров и министр внутренних дел и культов;
- Стефан Пишон — министр иностранных дел;
- Жан Брюн — военный министр;
- Луи Люсьен Клоц — министр финансов;
- Луи Лафферр — министр труда и условий социального обеспечения;
- Теодор Жирар — министр юстиции;
- Огюст Буе де Лапейрер — морской министр;
- Морис Фор — министр общественного развития и искусств;
- Морис Рейно — министр сельского хозяйства;
- Жан Морель — министр колоний;
- Луи Пуеш — министр общественных работ, почт и телеграфов;
- Жан Дюпюи — министр торговли и промышленности.

#### Изменения
23 февраля 1911 — Бриан наследует Брюну как и. о. военного министра.

### Третье министерство Бриана 21 января — 18 февраля 1913
- Аристид Бриан — председатель Совета Министров и министр внутренних дел;
- Шарль Жоннар — министр иностранных дел;
- Эжен Этьен — военный министр;
- Луи Люсьен Клоц — министр финансов;
- Рене Беснар — министр труда и условий социального обеспечения;
- Луи Барту — министр юстиции;
- Пьер Боден — морской министр;
- Теодор Стег — министр общественного развития и искусств;
- Фернан Давид — министр сельского хозяйства;
- Жан Морель — министр колоний;
- Жан Дюпюи — министр общественных работ, почт и телеграфов;
- Габриэль Жюст’о — министр торговли и промышленности.

### Четвёртое министерство Бриана 18 февраля — 22 марта 1913
- Аристид Бриан — председатель Совета Министров и министр внутренних дел;
- Шарль Жоннар — министр иностранных дел;
- Эжен Этьен — военный министр;
- Луи Люсьен Клоц — министр финансов;
- Рене Беснар — министр труда и условий социального обеспечения;
- Луи Барту — министр юстиции;
- Пьер Боден — морской министр;
- Теодор Стег — министр общественного развития и искусств;
- Фернан Давид — министр сельского хозяйства;
- Жан Морель — министр колоний;
- Жан Дюпюи — министр общественных работ, почт и телеграфов;
- Габриэль Жюст’о — министр торговли и промышленности.

### Пятое министерство Бриана 29 октября 1915 — 12 декабря 1916
- Аристид Бриан — председатель Совета Министров и министр иностранных дел;
- Жозеф Гальени — военный министр;
- Луи Мальви — министр внутренних дел;
- Александр Рибо — министр финансов;
- Альбер Метен — министр труда и условий социального обеспечения;
- Рене Вивиани — министр юстиции;
- Люсьен Лаказ — морской министр;
- Поль Пенлеве — министр общественного развития и искусств;
- Жюль Мелен — министр сельского хозяйства;
- Гастон Думерг — министр колоний;
- Марсель Семба — министр общественных работ;
- Этьен Клементель — министр торговли, промышленности, почт и телеграфов;
- Леон Буржуа — государственный министр;
- Дени Кошен — государственный министр;
- Эмиль Комб — государственный министр;
- Шарль де Фрейсине — государственный министр;
- Жюль Гед — государственный министр.

#### Изменения
- 15 ноября 1915 — Поль Пенлеве становится министром изобретений для национальной обороны в дополнение к являющимся министром общественного развития и искусств.
- 16 марта 1916 — Пьер Огюст Рок наследует Гальени как военный министр.

### Шестое министерство Бриана 12 декабря 1916 — 20 марта 1917
- Аристид Бриан — председатель Совета Министров и министр иностранных дел;
- Убер Лиоте — военный министр;
- Альбер Тома — министр вооружений и военного производства;
- Луи Мальви — министр внутренних дел;
- Александр Рибо — министр финансов;
- Этьен Клементель — министр торговли, промышленности, труда, условий социального обеспечения, сельского хозяйства, почт и телеграфов;
- Рене Вивиани — министр юстиции, общественного развития и искусств;
- Люсьен Лаказ — морской министр;
- Эдуар Эррио — министр поставок, общественных работ и транспорта;
- Гастон Думерг — министр колоний.

#### Изменения
- 15 марта 1917 — Люсьен Лаказ наследует Лиоте как и. о. военного министра.

### Седьмое министерство Бриана 16 января 1921 — 15 января 1922
- Аристид Бриан — председатель Совета Министров и министр иностранных дел;
- Луи Барту — военный министр;
- Пьер Марро — министр внутренних дел;
- Поль Думер — министр финансов;
- Шарль Даниэль-Винсан — министр труда;
- Лоран Бонневей — министр юстиции;
- Габриэль Жюст’о — морской министр;
- Леон Берар — министр общественного развития и искусств;
- Андре Мажино — министр военных пенсий, предоставлений и пособий;
- Эдмон Лефевр дю Прей — министр сельского хозяйства;
- Альбер Сарро — министр колоний;
- Ив Ле Трокер — министр общественных работ;
- Жорж Лереду — министр Гигиены, Благотворительности и условий социального обеспечения;
- Люсьен Диор — министр торговли и промышленности;
- Луи Люшё — министр освобожденных областей.

### Восьмое министерство Бриана 28 ноября 1925 — 9 марта 1926
- Аристид Бриан — председатель Совета Министров и министр иностранных дел;
- Поль Пенлеве — военный министр;
- Камиль Шотан — министр внутренних дел;
- Луи Люшё — министр финансов;
- Антуан Дюрафур — министр труда, гигиены, благотворительности и условий социального обеспечения;
- Рене Рено — министр юстиции;
- Жорж Лейг — морской министр;
- Эдуар Даладье — министр общественного развития и искусств;
- Поль Журдэн — министр пенсий;
- Жан Дюран — министр сельского хозяйства;
- Леон Перье — министр колоний;
- Анатоль де Монзи — министр общественных работ;
- Шарль Даниэль-Винсан — министр торговли и промышленности.

#### Изменения
16 декабря 1925 — Поль Думер наследует Люшё как министр финансов.

### Девятое министерство Бриана 9 марта — 23 июня 1926
- Аристид Бриан — председатель Совета Министров и министр иностранных дел;
- Поль Пенлеве — военный министр;
- Луи Мальви — министр внутренних дел;
- Рауль Пере — министр финансов;
- Антуан Дюрафур — министр труда, гигиены, благотворительности и условий социального обеспечения;
- Пьер Лаваль — министр юстиции;
- Жорж Лейг — морской министр;
- Люсьен Лямурё — министр общественного развития и искусств;
- Поль Журдэн — министр пенсий;
- Жан Дюран — министр сельского хозяйства;
- Леон Перье — министр колоний;
- Анатоль де Монзи — министр общественных работ;
- Шарль Даниэль-Винсан — министр торговли и промышленности.

#### Изменения
10 апреля 1926 — Жан Дюран наследует Мальви как министр внутренних дел. Франсуа Бине наследует Дюрану как министр сельского хозяйства.

### Десятое министерство Бриана 23 июня — 19 июля 1926
- Аристид Бриан — председатель Совета Министров и министр иностранных дел;
- Адольф Гийома — военный министр;
- Жан Дюран — министр внутренних дел;
- Жозеф Кайо — министр финансов;
- Антуан Дюрафур — министр труда, гигиены, благотворительности и условий социального обеспечения;
- Пьер Лаваль — министр юстиции;
- Жорж Лейг — морской министр;
- Бертран Ногаро — министр общественного развития и искусств;
- Поль Журдэн — министр пенсий;
- Франсуа Бине — министр сельского хозяйства;
- Леон Перье — министр колоний;
- Шарль Даниэль-Винсан — министр общественных работ;
- Фернан Шапсаль — министр торговли и промышленности.

### Одиннадцатое министерство Бриана 29 июля — 3 ноября 1929
- Аристид Бриан — председатель Совета Министров и министр иностранных дел;
- Поль Пенлеве — военный министр;
- Андре Тардьё — министр внутренних дел;
- Анри Шерон — министр финансов;
- Луи Люшё — министр труда, гигиены, благотворительности и условий социального обеспечения;
- Луи Барту — министр юстиции;
- Жорж Лейг — морской министр;
- Лоран Эйнак — министр авиации;
- Пьер Марро — министр общественного развития и искусств;
- Луи Антериу — министр пенсий;
- Жан Эннесси — министр сельского хозяйства;
- Андре Мажино — министр колоний;
- Жорж Боннефу — министр торговли и промышленности.

## Оценки деятельности
Пожалуй, лучшую характеристику этим … своим политическим противникам дал впоследствии полный старческого сарказма Клемансо.
— Войдите в мое положение, — говорил он, — мне приходится считаться с двумя людьми, из которых один все знает и ничего не понимает, а другой ничего не знает, но зато все понимает! (Под первым он разумел Пуанкаре, под вторым — Бриана.)
— Игнатьев А. А. [militera.lib.ru/memo/russian/ignatyev_aa/27.html Пятьдесят лет в строю. Книга III, глава 8]. — М.: Воениздат, 1986. — С. 366. — ISBN 5-203-00055-7.

Старые Аристид и Раймон не противоречат, а дополняют друг друга. Смотря по погоде во главе аппарата Третьей республики бывает нужен то сухой, жесткий бюрократ с твердой административной рукой, то продувной ловкий адвокат, заговаривающий зубы недовольным. Если у депутатов и чиновников затекли ноги стоять навытяжку, французский Победоносцев, чтобы не уронить своего амплуа, отходит в сторону, и вместо него французский Витте командует: «Вольно, оправиться». Никому при этом не дозволено сойти с места, разбить шеренгу. Никогда ещё правительство Бриана не распускало вожжи настолько, чтобы их трудно было собрать правительству Пуанкаре.
— Кольцов М. Е. Листок из календаря, 1929

## Память
- Именем Аристида Бриана названа улица в Риге.

## Бриан в популярной культуре
Имя Бриана неоднократно упоминается в романе И. Ильфа и Е. Петрова «Золотой телёнок», а также в иных сочинениях этих авторов.

Пикейные жилеты поднимали плечи. Они не отрицали, что Чемберлен тоже голова. Но больше всего утешал их Бриан.
— Бриан! — говорили они с жаром. — Вот это голова! Он со своим проектом пан-Европы…
— Скажу вам откровенно, мосье Фунт, — шептал Валиадис, — всё в порядке. Бенеш уже согласился на пан-Европу, но знаете, при каком условии?
Пикейные жилеты собрались поближе и вытянули куриные шеи.
— При условии, что Черноморск будет объявлен вольным городом. Бенеш — это голова. Ведь им же нужно сбывать кому-нибудь свои сельскохозяйственные орудия? Вот мы и будем покупать.
При этом сообщении глаза стариков блеснули. Им уже много лет хотелось покупать и продавать,
— Бриан — это голова! — сказали они вздыхая. — Бенеш — тоже голова.
— Ильф и Петров "Золотой телёнок", глава XIV

Начался обряд перекраски, но «изумительный каштановый цвет, придающий волосам нежность и пушистость», смешавшись с зеленью «Титаника», неожиданно окрасил голову и усы Ипполита Матвеевича в краски солнечного спектра.
Ничего ещё не евший с утра, Воробьянинов злобно ругал все парфюмерные заводы, как государственные, так и подпольные, находящиеся в Одессе на Малой Арнаутской улице.
— Таких усов, должно быть, нет даже у Аристида Бриана, — бодро заметил Остап, — но жить с такими ультрафиолетовыми волосами в Советской России не рекомендуется. Придётся сбрить.
— Ильф и Петров "Двенадцать стульев", Часть 1, глава XI

Первый сатирик:
Вчера зашёл я в Лигу наций,
там звали всех разоружаться…
Второй сатирик:
А ты не видел? У Бриана
торчали пушки из кармана!
— Ильф и Петров 